# Bellefont-la-Rauze
Bellefont-la-Rauze es una comuna nueva francesa situada en el departamento de Lot, de la región de Occitania.

## Historia
Fue creada el 1 de enero de 2017, en aplicación de una resolución del prefecto de Lot de 21 de noviembre de 2016 con la unión de las comunas de Cours, Laroque-des-Arcs y Valroufié, pasando a estar el ayuntamiento en la antigua comuna de Laroque-des-Arcs.

## Demografía
| Gráfica de evolución demográfica de Bellefont-la-Rauze entre 1800 y 2013 |
|                                                                          |

Los datos entre 1800 y 2013 son el resultado de sumar los parciales de las tres comunas que forman la nueva comuna de Bellefont-la-Rauze, cuyos datos se han cogido de 1800 a 1999, para las comunas de Cous, Laroque-des-Arcs y Valroufié de la página francesa EHESS/Cassini. Los demás datos se han cogido de la página del INSEE.

## Composición
| Comuna delegada  | Código INSEE | Población (2013) | Superficie (km²) | Densidad (hab./km²) |
| ---------------- | ------------ | ---------------- | ---------------- | ------------------- |
| Cours            | 46077        | 294              | 17.05            | 17                  |
| Laroque-des-Arcs | 46156        | 521              | 7.69             | 68                  |
| Valroufié        | 46327        | 433              | 13.43            | 32                  |